# Cyprus Mines Corporation
Cyprus Mines Corporation (CMC) era una compañía establecida en Chipre en 1916 y que dejó de operar en 1974, con la invasión turca a la isla.
La organización general de la compañía era:
- La oficina principal de CMC se localizaban al sur hacia la zona montañosa de Troodos, una pequeña localidad a unos 10 km de distancia denominada Skouriotissa.

- La extracción de mineral tenía lugar en:

- Mavrovouni. 1929/74. (35°6′5.06″ N - 32°50′34.56″ E)
- Skouriotissa / Phoukasa. 1921/74 (35°5′44.34″ N - 32°53′31.89″ E).
- Skouriotissa / Fénix. 1973/74 (35°5′47.14″ N - 32°53′9.84″ E)
- Apliki. 1968/71 (35°4′27.9″ N - 32°50′35.61″ E)
- Lefka Α. 1968/74

- El procesamiento se hacía en Xeros (35° 8.248'N - 32° 50.570'E).
- El embarque para exportación tenía lugar en Potamos tou Kambou (35° 8.807'N - 32° 48.892'E) y en Xeros (35° 8.558'N - 32° 50.248'E).

- CMC también operaba su ferrocarril de 2 '6 " (760mm) trocha (Cyprus Government Railway - CGR), en el Valle de Solea que tuvo que cerrar sus operaciones en 1974, cuando los enfrentamientos entre los bandos greco y turco chipriota dividieron la isla. Una línea se extendía desde Lefka a Xeros. Otra desde Skouriotissa a Xeros.

## Historia de la CMC
- En 1912, el ingeniero de minas de los EE. UU., Charles Gunther viajó a Oriente Medio para hacer una investigación minera. Durante su viaje a Chipre, descubrió en torno a Lefka gran cantidad de cobre y mineral de sulfuros en una altura de Skouriotissa, lugar en que los romanos ya explotaban pero en forma subterránea.

Philip Wiseman y Seeley Wintersmith Mudd, quien fuera el dueño de las cooperaciones mineras en EE.UU, han sido informados por Gunther sobre la presencia de cobre en Chipre.
- Así es que CMC, de capitales norteamericanos, fue establecida de acuerdo con los códigos del Estado de Nueva York en 1916. Después de ese año, el desarrollo en la región de Lefka corrió en paralelo con el crecimiento de las instalaciones del CMC. La compañía trajo especialistas y maquinarias de Estados Unidos., empleando a 350 personas inicialmente. Durante esos días, Lefka había convertido en un importante centro de actividad económica y social de la parte noreste de la isla. El aumento de la actividad económica en la región atrajo población de varias partes de la isla.

- En 1919, CMC construyó un pequeño embarcadero en Pendayeia y utilizó un embarcadero de Karavostasi, que fue construido originalmente para la exportación de cítricos de la zona de Lefka, para exportar su mineral de la mina a los países europeos. También se empleó la línea ferroviaria Evrychou – Famagusta para el transporte hacia este último puerto.

- En 1926, CMC construyó su embarcadero principal en Karavostasi y construyó una planta de energía, talleres, planta del molino, la lixiviación, plantas de flotación y la planta de ácido sulfúrico próxima a la costa.

- En 1922, la compañía comenzó a construir viviendas en Lefka, Karavostasi y Skouriotissa. Asimismo, la CMC construyó escuelas primarias y un hospital en Pentageia de 65 camas.

- En 1923 los estudios de investigación minera se intensifican en el área de Lefka.

- A los efectos de la exportación del mineral, CMC construyó un embarcadero en Xeros en 1924. En el mismo año, muchos rusos llegaron a Chipre debido la revolución que se llevó a cabo en su país. Entre los rusos había médicos, ingenieros y técnicos. CMC aprovechó la oportunidad y los empleó en diferentes posiciones.

- En 1928 una segunda aldea fue construida para los trabajadores en Lefka y, en 1930, la planta de almacenamiento y la fundición de Xeros se ampliaron. Como resultado, el número total de trabajadores todo CMC alcanzó 5.720 personas en 1937. Ello provocó una importante migración hacia la región con trabajadores provenientes, fundamentalmente, de Pafos.

- En 1930 se agranda la planta de energía de Xeros. El número de los trabajadores se incrementó de 2.595 a 5.720, hasta 1937.

- Debido al elevado aumento de la población y el incremento de algunas enfermedades graves, CMC propuso un programa para resolver los problemas sociales. Construyó siete escuelas primarias para educar a los niños; el hospital de Pendageia; proveyó alimentos para niños de las escuelas, ya sea gratis o por muy poco dinero.

- CMC tuvo que limitar sus actividades económicas durante la Segunda Guerra Mundial, creando un importante desempleo en la región.

En 1942 alojó en casas de trabajadores en Lefka y Xeros a tropas inglesas de descanso al igual que a muchos soldados griegos que llegaron posteriormente durante el conflicto.
- En 1946, después que la Segunda Guerra Mundial había terminado, se empezó a operar la mina de Lefka. En ese momento muchos trabajadores reencontraron trabajo.

- A partir de 1955, las minas de cobre de la compañía en Chipre se habían convertido en la industria más grande de la isla, con una exportación de casi un millón de toneladas de cobre al año. Las minas de cobre de la CMC representaban más del 25 por ciento de todo el ingreso anual de la isla.

- En 1957 CMC construyó la escuela técnica Lefka invirtiendo 50.000 libras inglesas.

- En 1970, el mineral de cobre fue casi terminado en Lefka. Por esta razón, casi todos los trabajadores de la minería turcos fueron despedidos.

- En 1979 Chipus Mines Corporation fue adquirida por Amoco Corporation. Amoco expandió Chipre en una compañía minera mundial diversificada.

## Evolución durante elconflicto de Chiprey cierre de la empresa
- En el otoño de 1955, el 1.er Batallón The Gordon Highlanders es alistado de urgencia en el Reino Unido. Aterrizó en Chipre en octubre, la sede de las compañías A y B del Batallón se basaron en torno Xeros. El batallón abrió un campamento en la zona boscosa alrededor del complejo de viviendas de la empresa. CMC construyó duchas para la Unidad.

El 20 de abril de 1956, la EOKA asesinó a tiros en su casa sobre el camino Xeros - Lefka al yugoslavo naturalizado británico Theodore Bogdanovic, que se desempeñaba como jefe de la seguridad de CMC.
- En 1956/58, los grecochipriotas se rebelaron contra el régimen británico para alcanzar su independencia y la Enosis. A partir de entonces y debido a las consecuencias que ello trajo en el conflicto intercomunal, era una cosa obvia que los griegos y los turcos no podían trabajar juntos en la minería. Así es que, por tanto, CMC proporciona la minería de Lefka a los trabajadores turcos y en Skouriotissa sólo se emplean los trabajadores griegos. Entonces, la comunidad grecochipriota de Lefka fue indeseada por su contraparte turcochipriota, por lo que en esos años deja la localidad. Así la estructura heterogénea de la población dejó su lugar a una estructura homogénea de turcochipriotas.

En 1960, Chipre alcanza su independencia. Desde esa fecha, los griegos y los turcos comenzaron a trabajar juntos.
- En 1963, cuando el conflicto político entre las dos comunidades se potenció, CMC no podría ser capaz de funcionar su operación adecuada por lo que se detuvo.

- En 1964, UNFICYP brindó sus buenos oficios en las negociaciones y acuerdos para la reapertura de la Cyprus Mines Corporation dada la importancia que representaba una fuerza de trabajo que antes de diciembre de 1963 representaba alrededor de 2.400 personas, de los cuales aproximadamente 1.400 eran grecochipriotas y turcochipriotas 1000.

El 13 de abril de 1964, las minas de Skouriotissa y Mavrovauni se vuelven a abrir, reanudàndose el trabajo en la planta de procesamiento, el mantenimiento y la carga en las instalaciones de Xeros.
- Esta situación se mantuvo hasta 1974, cuando, debido a la invasión turca, dejó de operar ya que la extracción que se hacía en Skouriotissa quedó separado de la planta de procesamiento de Xeros y del embarcadero al igual que el ferrocarril interrumpido.

- Con el inicio de la Operación Atila, 50 extranjeros se refugiaron en el Viking Camp, sede del Contingente Danés (DANCON) de UNFICYP, a causa de la ocupación el 21 de julio por parte de la Guardia Nacional de Chipre de las instalaciones de procesamiento de la CMC. Desde allí hacían fuego a los sectores ocupados por los turcochipriotas generando temor que el lugar sea atacado por la Fuerza Aérea de Turquía. Estos comprendían un equipo de arqueología de la Universidad de Kent (EE. UU.), familiares de los militares daneses, algunos brasileros y británicos

Durante las evacuaciones de civiles durante la Operación Atila, el personal extranjero del hospital de Pentageia de la CMC se negó a ser evacuado y permaneció en el lugar.
- Durante la segunda fase de la invasión, el embarcadero de la empresa de Xeros fue también atacado por la aviación. El 14 de agosto, por la mañana, se concretaría el ataque por parte de la aviación turca a la planta.

La fuerza terrestre turca alcanzó el lugar aproximadamente el 161700 de agosto 1974.
- En junio de 1975, el representante de Chipre ante las Naciones Unidas denunció que existe la información que las oficinas e instalaciones Cyprus Mines Corporation en Xeros, incluyendo el muelle de carga, fueron tomados por civiles turcochipriotas que actúen en nombre de la "Administración Autónoma turcochipriota", respaldados por las fuerzas turcas. Agregó que los buques de carga de la Empresa Marítimo Turca, Azot Sanay II, continúa arribando al puerto de Xeros para cargar mineral robado.[2]

## Situación actual
El sitio industrial abandonado del CMC se compone de una variedad de diferentes sitios de menor importancia, cada uno de los cuales fue utilizado para las diferentes etapas de la producción minera, cargar, transportar, el filtrado y la fundición. La actual contaminación es lo que queda de las piletas de fundición, transporte y desecho.
Los sitios creadores de problemas son principalmente tres:
- El primero de ellos se compone de enormes pilas de depósitos de relaves, que se encuentra a lo largo del lado sur del camino Xeros –Nicosia, paralelo al lado del mar y cerca del mar Mediterráneo.

- Los depósitos, que contienen residuos de los procesos de refinación de cobre, lo que resulta, por tanto, están expuestos al medio ambiente de la contaminación del agua de lluvia de la superficie y el agua de mar.

- Los pozos de agua potable, que se encuentran cerca de este depósito están contaminados.